# Pink Martini
Pink Martini är ett amerikanskt band som grundades 1994 av pianisten Thomas Lauderdale i Portland, Oregon. Gruppmedlemmar kallar bandet en liten orkester som korsar flera stilar, som klassisk, latin, traditionell pop och jazz. Vokalisterna i Pink Martini är China Forbes  och Storm Large.

## Historia
Thomas Lauderdale har arbetat politiskt sedan åren på gymnasiet i sin hemstad Portland, Oregon. Han tyckte att musiken vid de flesta insamlingar var hög och tråkig. Som ett botemedel grundade han bandet Pink Martini 1994 där man korsade genrer som klassisk, latin, traditionell pop och jazz för att tilltala en bred publik. Under året därpå kontaktade han China Forbes, en av hans kollegor från Harvard University och bjöd in henne att gå med i bandet. Deras första singel, Sympathique, släpptes 1997 och nominerades till "Årets låt" vid " Victoires de la Musique Awards" i Frankrike.
Forbes är enspråkig men sjunger på 15 språk. "Alla i Pink Martini har studerat olika språk och olika musikstilar från olika delar av världen", säger Lauderdale. "Därför är vår repertoar väldigt mångsidig. I ett ögonblick känner du att du är mitt i en sambaparad i Rio de Janeiro och i nästa ögonblick är du i en fransk musikhall på 1930-talet eller i ett Palazzo i Napoli. Det är lite som en urban musikalisk reseskildring. Vi är väldigt mycket ett amerikanskt band, men vi tillbringar mycket tid utomlands och har därför den diplomatiska möjligheten att representera ett bredare, mer inkluderande Amerika … det Amerika som fortfarande är det mest heterogent befolkade landet i världen… som består av människor från varje land, varje språk, varje religion." Med 10–12 musiker framför Pink Martini, sin flerspråkiga repertoar på konsertscener och med symfoniorkestrar över hela världen.

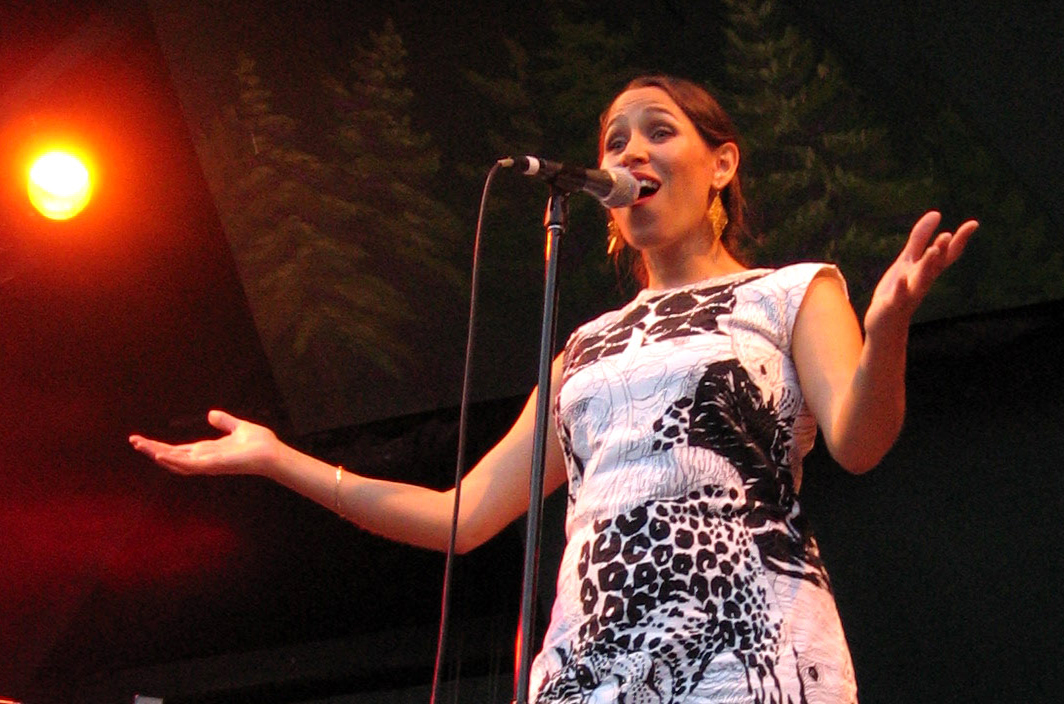
China Forbes 2006

Pink Martini gjorde sin europeiska debut vid filmfestivalen i Cannes 1997 och sin orkesterdebut 1998 med Oregon Symphony under ledning av Norman Leyden. Sedan dess har bandet spelat med mer än 50 orkestrar runt om i världen, inklusive flera engagemang med Los Angeles Philharmonic på Hollywood Bowl, Boston Pops, National Symphony på Kennedy Center, San Francisco Symphony och BBC Concert Orchestra i Royal Albert Hall i London.

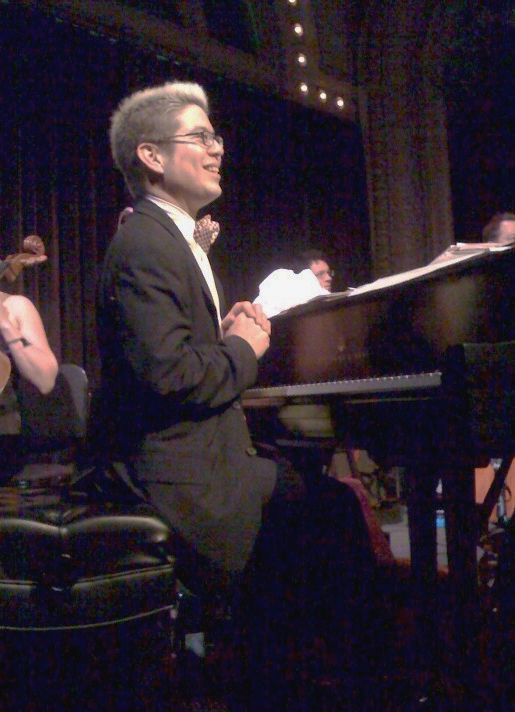
Thomas M. Lauderdale uppträder med Pink Martini på Crystal Ballroom (Portland, Oregon) 2008

Andra framträdanden är den storslagna invigningen av Los Angeles Philharmonics Frank Gehry -designade Walt Disney Concert Hall, med återkommande utsålda engagemang för nyårsafton 2003, 2004, 2008 och 2011; två utsålda konserter i Carnegie Hall; öppningsfesten för det ombyggda Museum of Modern Art i New York City; guvernörens bal vid den 80:e årliga Oscarsgalan 2008; öppningen av 2008 års Sydney Festival i Australien; två utsålda konserter på Paris legendariska L'Olympia Theatre 2011; och Paris modehus Lanvins 10-årsjubileum för designern Alber Elbaz 2012. Under sitt tjugonde år valdes Pink Martini in i både Hollywood Bowl Hall of Fame och Oregon Music Hall of Fame. Pink Martini uppträdde med Eugene Ballet 2006 och 2018.
På nyårsafton 2005 uppträdde Pink Martini live i Arlene Schnitzer Concert Hall i Portland, Oregon. Denna föreställning sändes live på National Public Radios Toast of the Nation, och i samarbete med Oregon Public Broadcasting spelades den in för en live-DVD och sändes senare på amerikanska offentliga sändningar och fransk TV.  DVD:n har återutsläppts till detaljhandeln som Discover the World: Live in Concert, med inte bara hela konserten, utan flera vinjetter och en kort dokumentär om bandets historia.

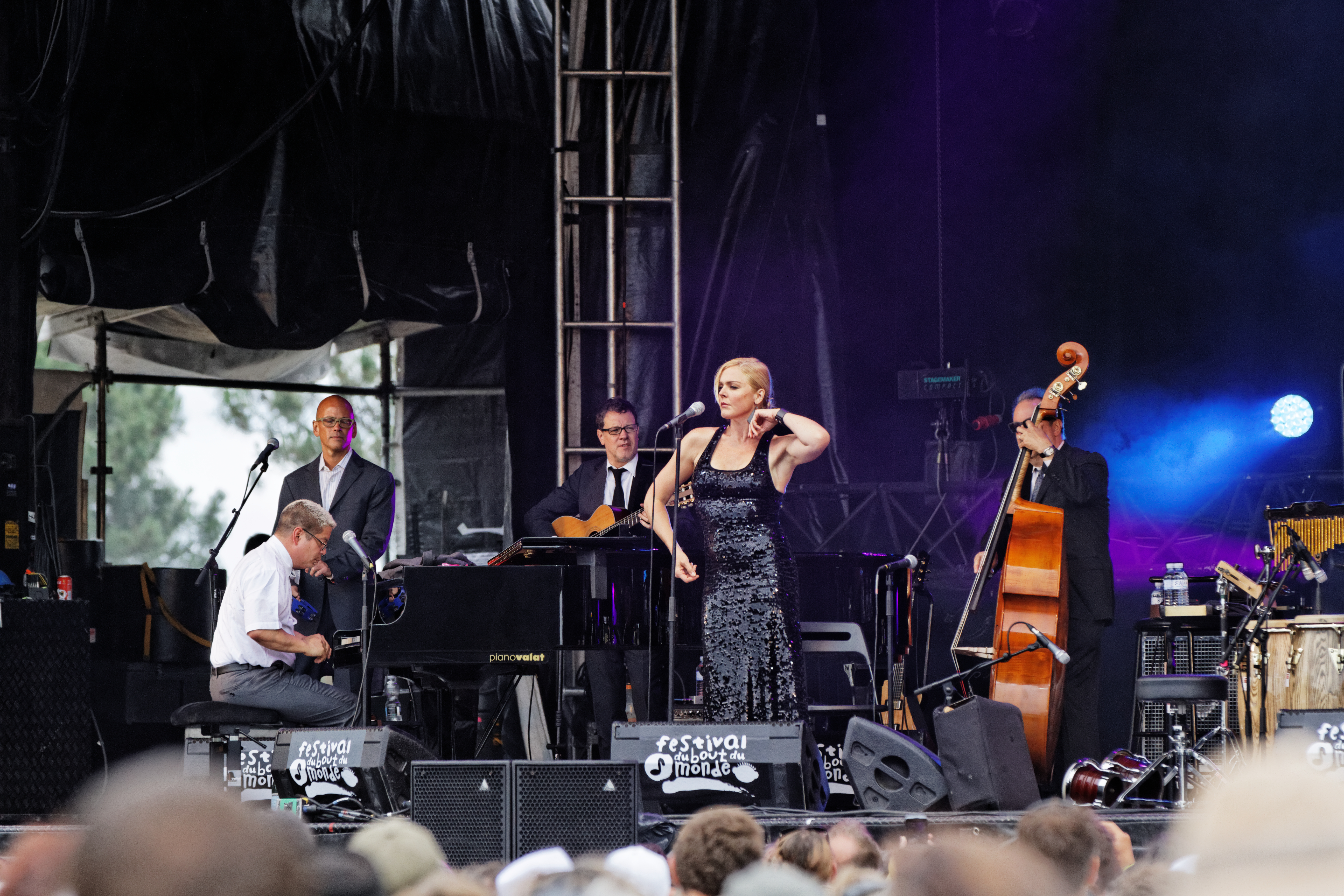
Festival du Bout du Monde 2014

Den 22 november 2005 dök Pink Martini upp på Late Night med Conan O'Brien. Den 1 juni 2007 dök bandet upp i det långvariga BBC Two Later med Jools Holland TV-musikprogram. Den 14 juni 2007 uppträdde Pink Martini på Late Show med David Letterman och framförde "Hey Eugene".
I december 2010 framförde bandet "We Three Kings" på The Tonight Show med Jay Leno och återvände i december 2011 för att framföra "Santa Baby".
I februari 2011 spelade China Forbes in en videohälsning till Europeiska rymdorganisationens italienska astronaut, Paolo Nespoli, och den ryske kosmonauten Aleksandr Kaleri, ombord på den internationella rymdstationen. Astronauterna förberedde sig för att övervaka dockningen av ESA:s lastfartyg Automated transfer vehicle (ATV), Johannes Kepler, som ägde rum klockan 17:08 CET den 24 februari. Hälsningen sattes till soundtracket av Dosvedanya Mio Bombino – en av Pink Martinis signaturlåtar – och blandades med filmer från dockningen.

## Inspelningar
Pink Martinis debutalbum Sympathique släpptes 1997 på bandets egna bolag, Heinz Records och fick gruppnomineringarna för "Song of the Year" och "Best New Artist" i Frankrikes Victoires de la Musique Awards 2000.
Pink Martini släppte Hang On Little Tomato 2004, Hey Eugene! 2007 och Splendor in the Grass 2009. I november 2010 släppte bandet Joy to the World, ett festligt, multikonfessionellt album med låtar från hela världen. Joy to the World fick lysande recensioner och användes i Starbucks-butiker under semestersäsongerna 2010 och 2011. Alla fem albumen har vunnit guld i Frankrike, Kanada, Grekland och Turkiet och har sålt över 2,5 miljoner exemplar världen över.
Hösten 2011 släppte bandet två album: A Retrospective, en samling av bandets mest älskade låtar som sträcker sig över deras 17-åriga karriär, som inkluderar åtta tidigare outgivna låtar, och 1969, ett album med samarbeten med den japanska sångerskan Saori Yuki. 1969 har certifierats som platina i Japan och nådde nummer 2 på de japanska listorna. Den 24 september 2013 släppte bandet sitt sjunde studioalbum Get Happy. Den 4 mars 2014 släppte de Dream a Little Dream med von Trapps.
I augusti 2014 hittades Derek Rieth död av en självförvållad skottskada i huvudet i vad som ansågs vara självmord. Till hans ära etablerade bandet Derek Rieth Foundation med målet att "Empowering Youth Through Music and Dance". 
2016 släppte Pink Martini sitt nionde nya studioalbum, Je dis oui!, med tre låtar som bandledaren Thomas Lauderdale var med och skrev för filmen Souvenir med Isabelle Huppert i huvudrollen. Albumets gästvokalister inkluderar Ari Shapiro, Rufus Wainwright, Kathleen Saadat och Ikram Goldman.
Under 2018 släppte bandet en "20th Anniversary Edition" av sitt nyskapande debutalbum Sympathique. Den här versionen av albumet innehåller bandets populära arrangemang av Ravels "Bolero", som måste tas bort från originalalbumet och återinfördes på 20-årsjubileumsupplagan efter att ha gått in i det offentliga området. Även under 2018 samlade bandet låtar på franska från hela sin katalog och släppte dem på en samling med titeln Non Ouais! - The French Songs of Pink Martini.
Bandet har uppträtt med Jimmy Scott, Carol Channing, Rufus Wainwright, Martha Wainwright, Jane Powell, Henri Salvador, Chavela Vargas, Joey Arias, Basil Twist, Georges Moustaki, Michael Feinstein, Gus Van Sant, Courtney Taylor Taylor från The Dandy Warhols, Norman Leyden, Hiroshi Wada, Alba Clemente, Johnny Dynell och Chi Chi Valenti, Ari Shapiro, Pepe Raphael från Pepe & the Bottle Blondes, originalrollerna i Sesame Street, Lions of Batucada, Jorge Alabê, March Fourth Marching Band, Bonita Vista High School Marching Band från Chula Vista, Kalifornien, och Pacific Youth Choir i Portland, Oregon.
Pink Martinis låtar förekommer i filmerna In the Cut, Nurse Betty, Josie and the Pussycats, Tortilla Soup, Hitch, Shanghai Kiss, Mary and Max, och Mr & Mrs. Smith och har använts i tv-programmen Dead Like Me, The Sopranos, The West Wing, Castle, Sherlock, Parks and Recreation, Better Call Saul och Scream Queens. Deras låt "Una notte a Napoli" är en integrerad del av den italienska filmen Mine Vaganti (2010) av den italiensk-turkiske regissören Ferzan Özpetek.
Heinz Records är ett oberoende skivbolag som producerar bandets album. Heinz Records är uppkallad efter Lauderdales hund och drivs av dess medlemmar och distribueras av RED Distribution. Heinz Records är också etiketten för China Forbes, Storm Large och The von Trapps.
- Sympathique (1997)
- Hang On Little Tomato (2004)
- Hej Eugene! (2007)
- Splendor in the Grass (2009)
- Joy to the World (2010)
- En tillbakablick (2011)
- 1969 (2011), med Saori Yuki
- Bli lycklig (2013)
- Dream a Little Dream (2014), med The von Trapps
- Du är ju! (2016)
- Sympathique - 20th Anniversary Edition (2018)
- Icke Ouais! – The French Songs of Pink Martini (2018)